# Котка
Котка (фин. Kotka) — город (с 1878) на юге Финляндии, в провинции Кюменлааксо.
Город расположен на берегу Финского залива, на соединённых мостами островах в устье восточного рукава реки Кюмийоки в 134 км восточнее Хельсинки. Исторический центр города расположен на острове Котка. Название города в переводе означает «орёл» (фин. kotka). Один из важнейших портов страны. Является преимущественно финноязычным городом, шведоговорящее население составляет около 1 %. Ближайшими крупными населёнными пунктами Котки являются Хамина, Коувола и Пюхтяя. Население — 50 488 жителей (на 2023 год).

## История

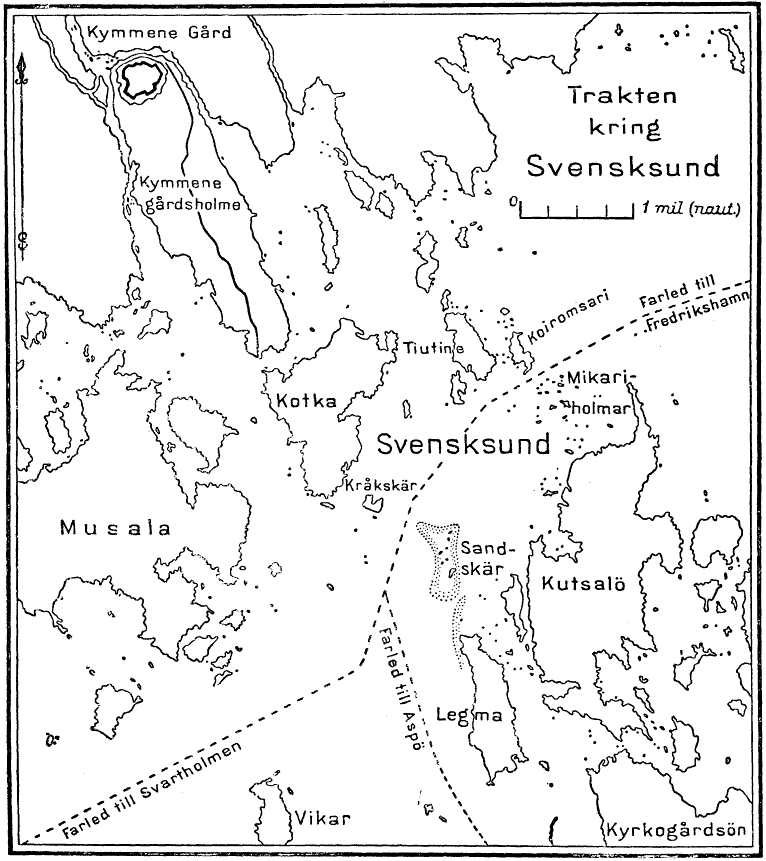
Карта пролива Руотсинсальми (Свенсксунд, Svensksund)

Пролив Руотсинсальми между островами Котка и Кутсало замечателен в историческом отношении. Пролив был ареной двух сражений русско-шведской войны (1788—1790). 13 (24) августа 1789 года здесь состоялось первое Роченсальмское сражение. 86 русских кораблей атаковали 62 корабля и 24 транспорта шведов и победили. 28 июня (9 июля) — 29 июня (10 июля) 1790 года состоялось второе Роченсальмское сражение, в котором победили шведы.

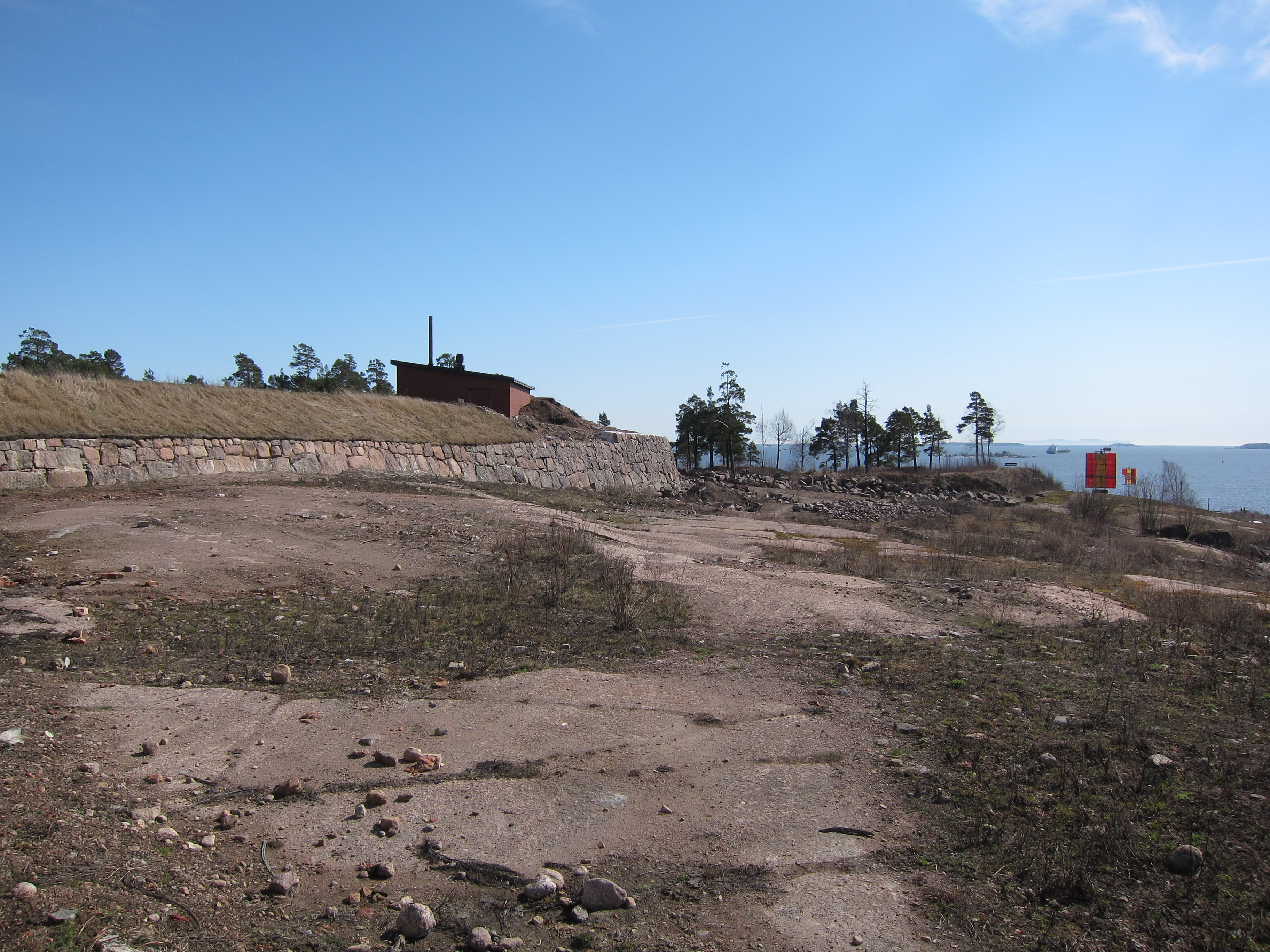
Руины форта «Екатерина» на юге острова Котка

По Абоскому миру 1743 году граница России и Швеции стала проходить по реке Кюмийоки. Верельский мирный договор 1790 года сохранил границы неизменными.
В 1790—1796 гг. после русско-шведской войны (1788—1790) по указу российской императрицы Екатерины II построена морская крепость Руотсинсальми (Свенсксунд), известная в дореволюционное время под изменённым финским именем Роченсальм (фин. Ruotsinsalmi). Морская крепость Руотсинсальми создана в помощь крепости Кюминлинна, построенной в 1791—1795 гг. на острове Ховинсари, который тянется к северу от острова Котка до устья Кюмийоки, которое делит на два рукава, для защиты её от нападения с моря. В свою очередь крепость Кюминлинна защищала Руотсинсальми от нападения с суши со стороны главной Королевской дороги. Морская крепость Руотсинсальми была задумана как передовой форпост внешнего из трёх рядов фортификационных сооружений для защиты Санкт-Петербурга от шведов. До 1809 года крепость была базой российского императорского флота.
Были построены форты «Екатерина» на Котке и «Елизавета» на Вариссаари. В 1794 году на искусственно расширенном острове Кукоури построен круглый форт «Слава». В наивысшей точке острова Котка был построен высокий маяк. В западной части острова был построен морской госпиталь, в северной — военный порт. В бухте Сапоканлахти (Sapokanlahti) построен док. Работами руководил принц Карл Генрих Нассау-Зиген, затем работу продолжил принятый на русскую службу французский полковник Жан Огюстен Прево-де-Люмиан.
Во время строительства крепости состоялась закладка православной церкви Святого Николая, построенной в 1799—1801 гг. При крепости возник город, население которого достигало 10 000 человек. Город был застроен маленькими одноэтажными деревянными домами.
По Фридрихсгамскому мирному договору 1809 года Швеция уступила Финляндию России, гарнизон и флот были переведены в Свеаборг. В 1830-х годах крепость была заброшена.
В 1855 году во время Крымской войны англо-французский флот почти полностью разрушил крепость Руотсинсальми. Форт «Слава» был обстрелян. На острове Котка высадился десант, город при крепости был сожжён. В городе уцелела лишь православная церковь Святого Николая, являющаяся в настоящее время старейшим сохранившимся зданием города Котка.
В 1878 году по указу императора Александра II поселение, возникшее при утративших пограничное значение российских крепостях Кюменеград и Роченсальм, получило статус города, названного Котка. Город особенно быстро развивался в 1930-е годы.

## Александр III в Котке

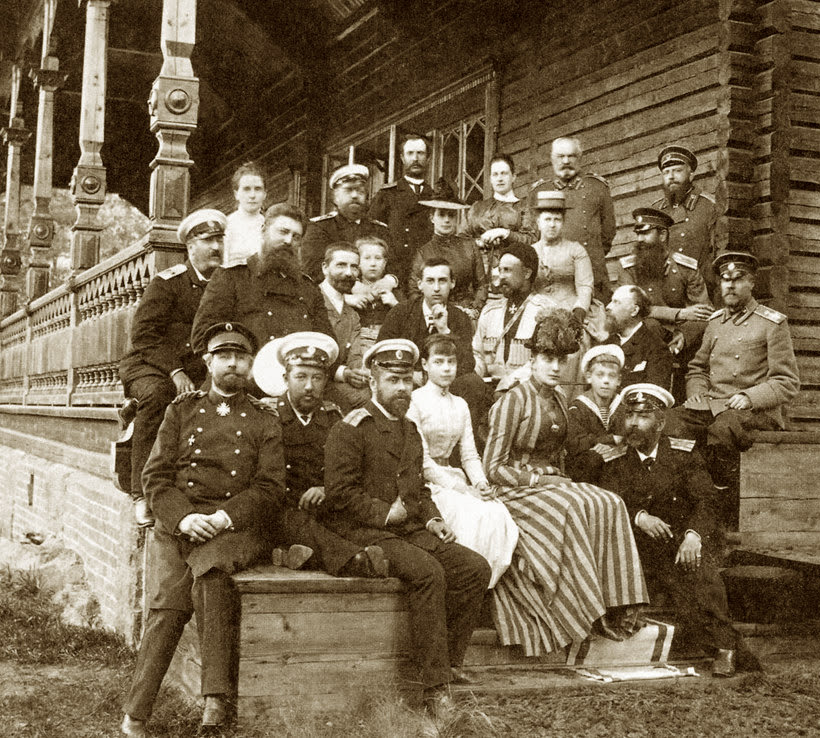
Император Александр III и императрица Мария Федоровна в кругу приближенных на крыльце своего дома в Лангинкоски в Финляндии

Увлечения Александра III были относительно простыми. Часто летом царская семья уезжала в финские шхеры. Здесь они большую часть времени посвящали длительным прогулкам, рыбалке и катанию на лодках.
В настоящее время бывшая царская дача действует как музей.

## Достопримечательности
В Котке до XXI столетия сохранилось много архитектурных памятников. Есть православная церковь Святого Николая, датированная 1795—1801 годом, строительство велось под руководством архитектора Я. Перрини, лютеранская церковь, построенная в 1898 году. Частично сохранились форт Славы и форт Елизаветы и здание городского собрания.

### Императорский рыбацкий дом
Императорский рыбацкий дом расположен на территории заповедника Лангинкоски, на расстоянии 5 километров от центра. Этот летний дом был построен для русского императора Александра III и сохранил ту обстановку, в которой жила семья императора в конце XIX века. Дом-музей открыт с мая по начало сентября, расписание можно уточнить на сайте. Вход в дом платный и для взрослых он составляет 8 евро, студенты/пенсионеры и т. п. — 6 евро, дети до 18 лет — бесплатно. Возможна экскурсия по дому, в том числе и на русском языке (по желанию и входит в стоимость входного билета). Информация по состоянию на февраль 2022 г.

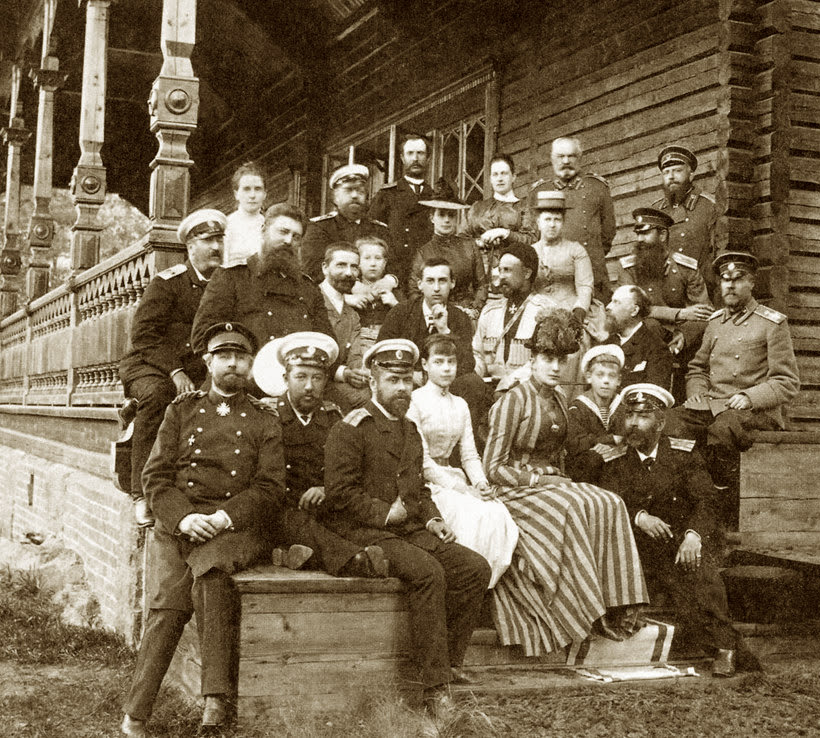
Императорская семья в Лангинкоски
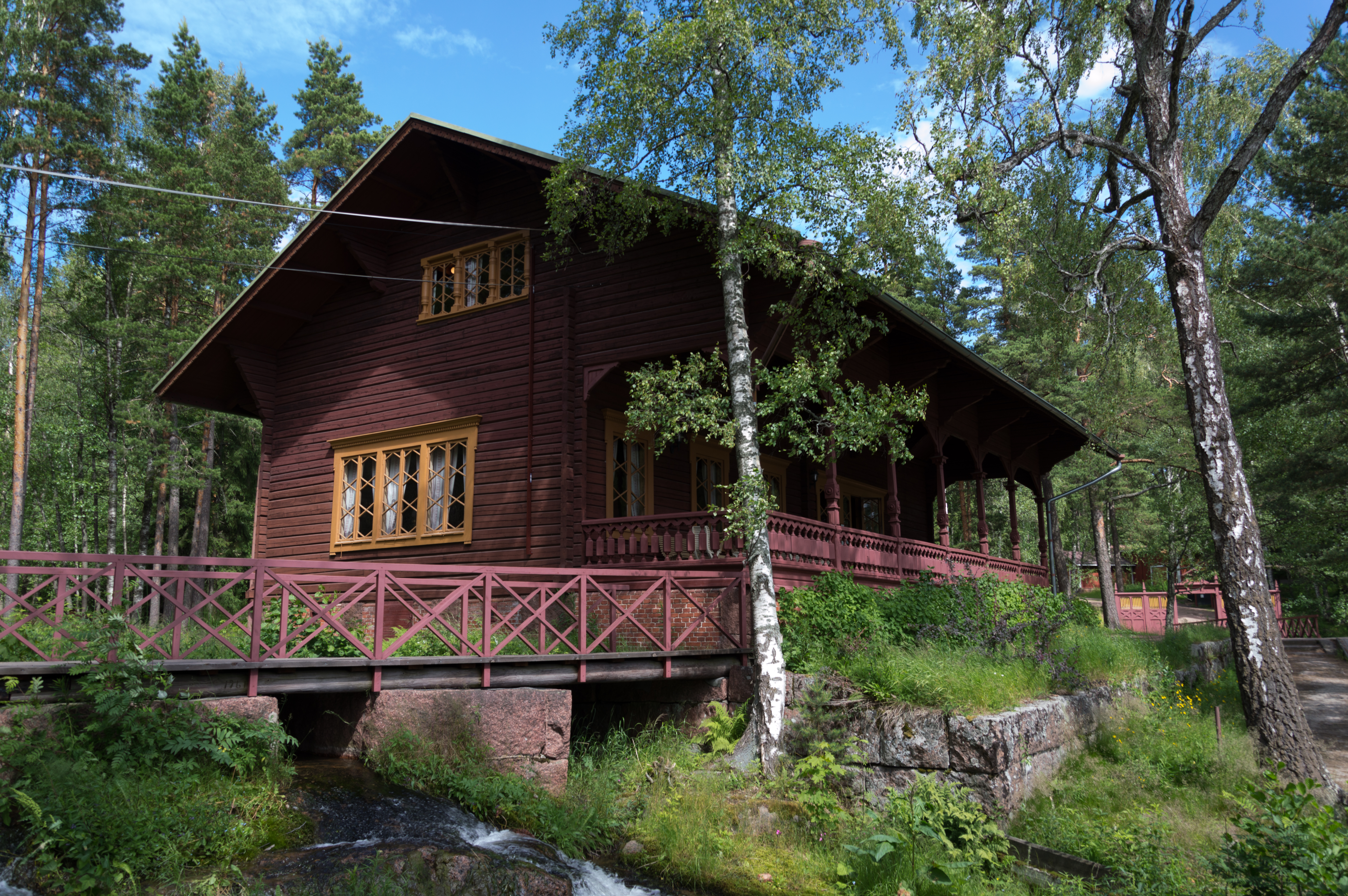
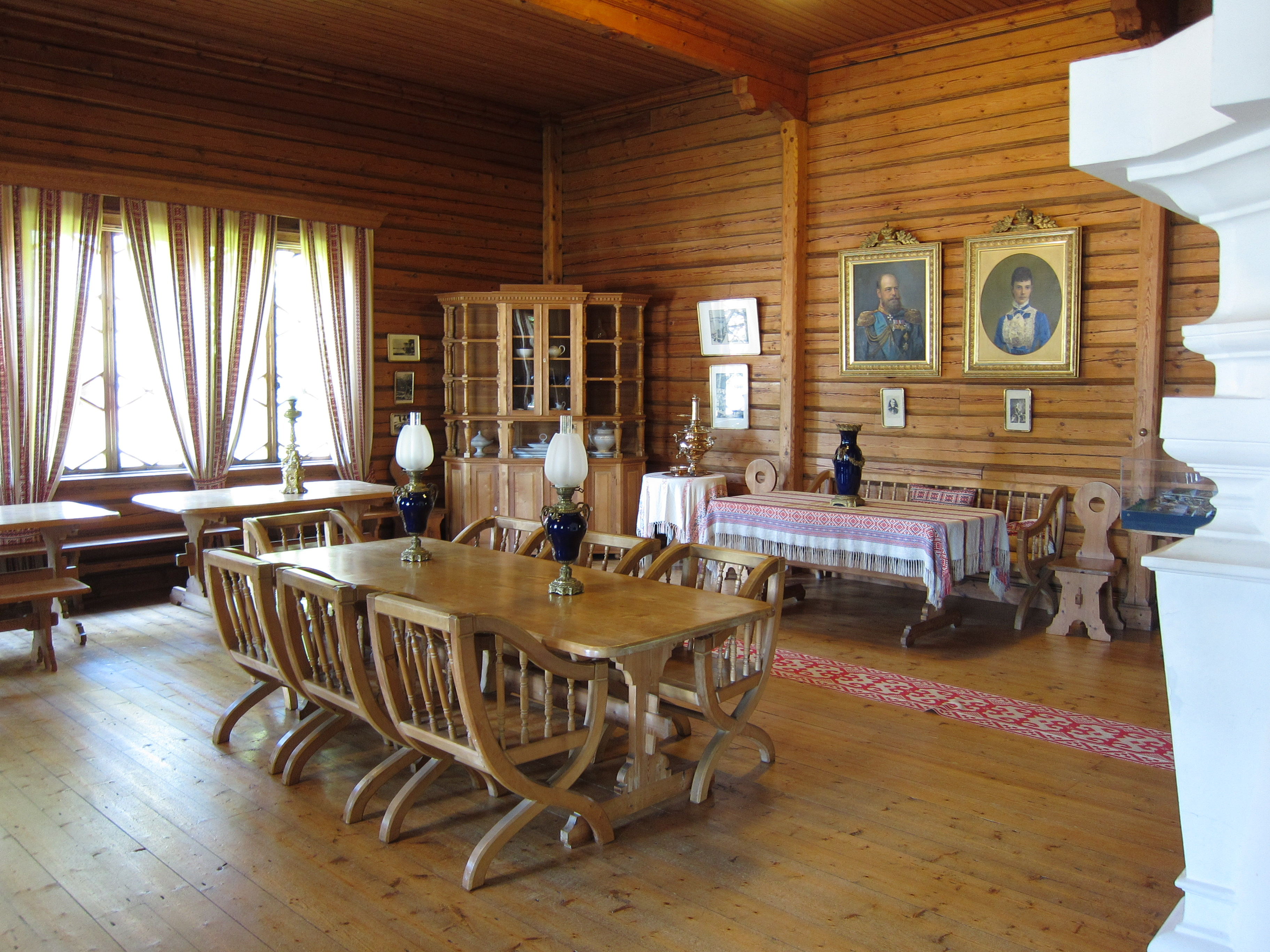
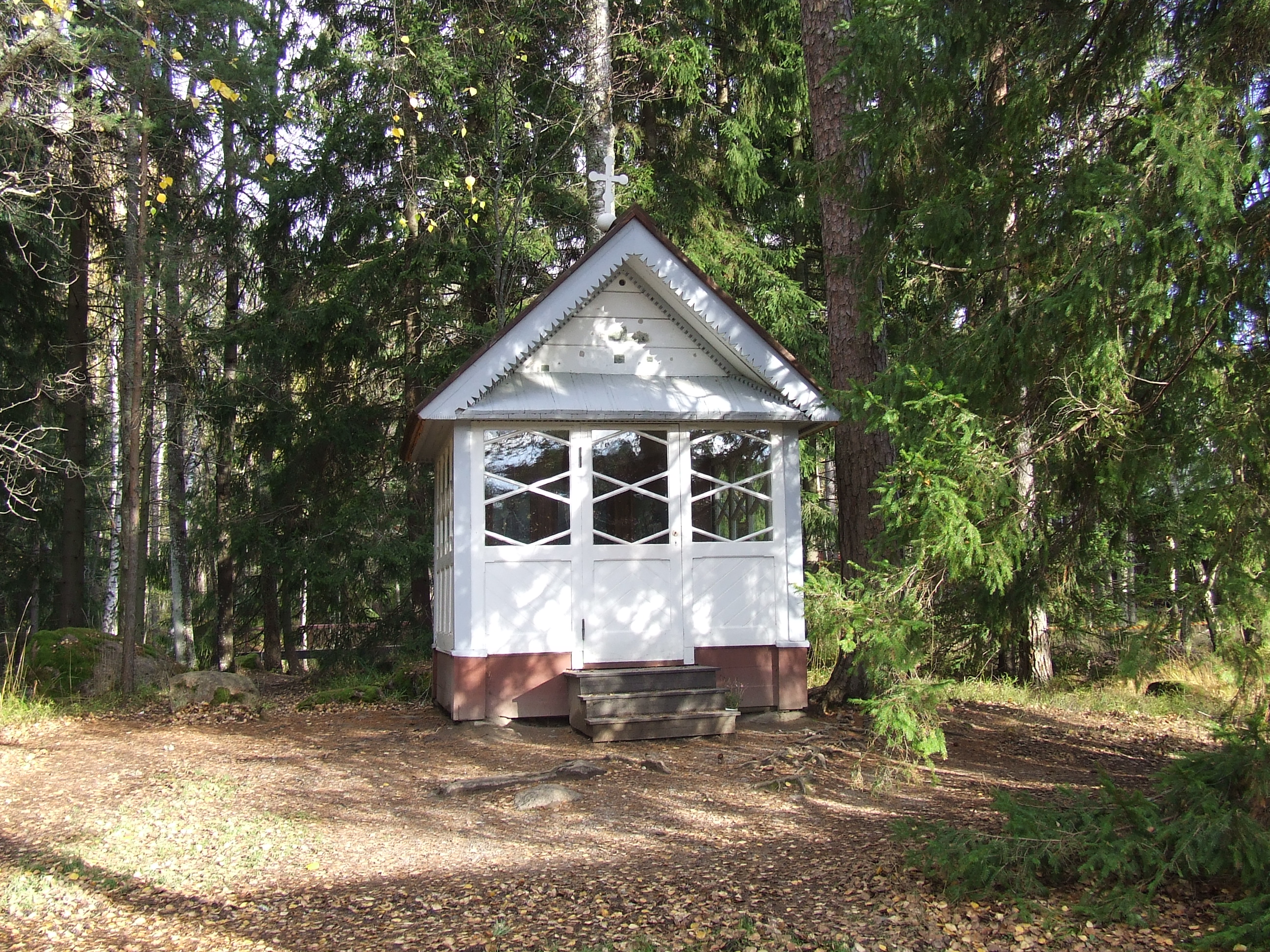

### Морской центр «Велламо»
Морской центр «Велламо», открывшийся в 2008 году, включает в себя Морской музей Финляндии, Музей береговой охраны и Музей Кюменлааксо.
Морской музей рассказывает об истории судоходства Финляндии, неотрывно связанного с международным судоходством.
Музей береговой охраны, тесно сотрудничающий с Пограничным ведомством Финляндии, рассказывает о деятельности службы береговой охраны с 1930-х годов по современное время.
Музей Кюменлаако посвящен истории региона, начиная от каменного века и заканчивая нашим временем. Богатые коллекции музейных экспонатов, фотографий и документов предлагают разнообразный срез жизни города Котки и региона Кюменлааксо.
В Морском центре «Велламо» также проводится большое количество сменных выставок, здесь работают музейный магазин и ресторан.

### Ледокол-музей «Тармо»

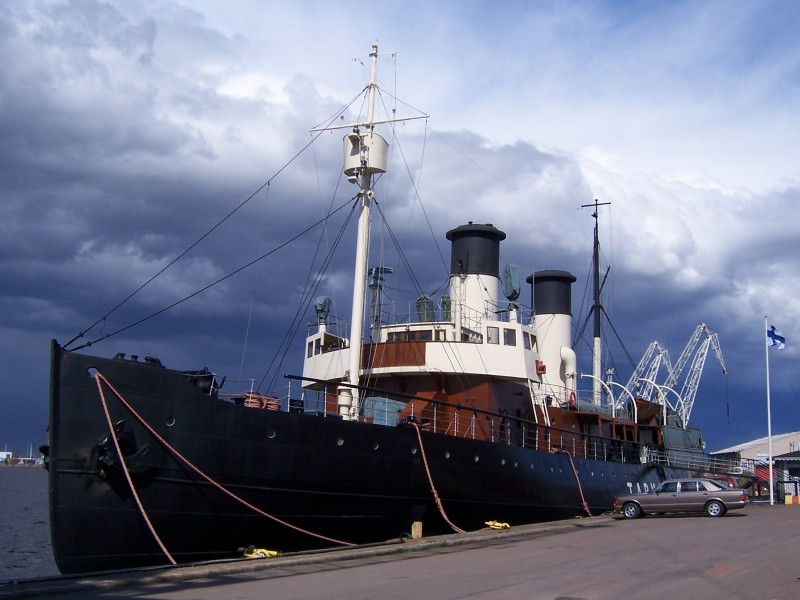
«Тармо» в порту Котка

Паровой ледокол «Тармо» был построен в 1907 году в Англии. Он считается самым старым ледоколом в мире. С 2008 года «Тармо» открыт как музей и является частью экспозиции Морского музея Финляндии. Для осмотра доступны капитанский мостик, каюты экипажа, машинное отделение. Музейное судно открыто с середины мая по начало сентября (расписание работы можно уточнить на сайте Морского центра «Велламо»).

### Аквариум «Маретариум»
Аквариум «Маретариум» знакомит посетителей с богатым водным миром Финляндии Здесь можно увидеть более 50 видов рыб, которые обитают в озёрах, реках и Финском заливе.

### Авиационный музей аэроклуба «Кархула»
Авиационный музей расположен на аэродроме Кюми. Музей ведет свою деятельность с августа 1992 года, в нём представлена постоянная экспозиция самолётов и планеров. Музей работает с мая по конец сентября, с расписанием и описанием экспозиции можно познакомиться на сайте. Вход в музей бесплатный.

### Крепость Кюминлинна
Крепость построена в 1791 году. Руководил строительством генерал Суворов. Крепость была перестроена в начале XIX века, но со временем потеряла стратегическое значение. Крепость закрыта для посещения, но периодически на её территории проводятся организованные экскурсии.

### Православная церковь Святого Николая

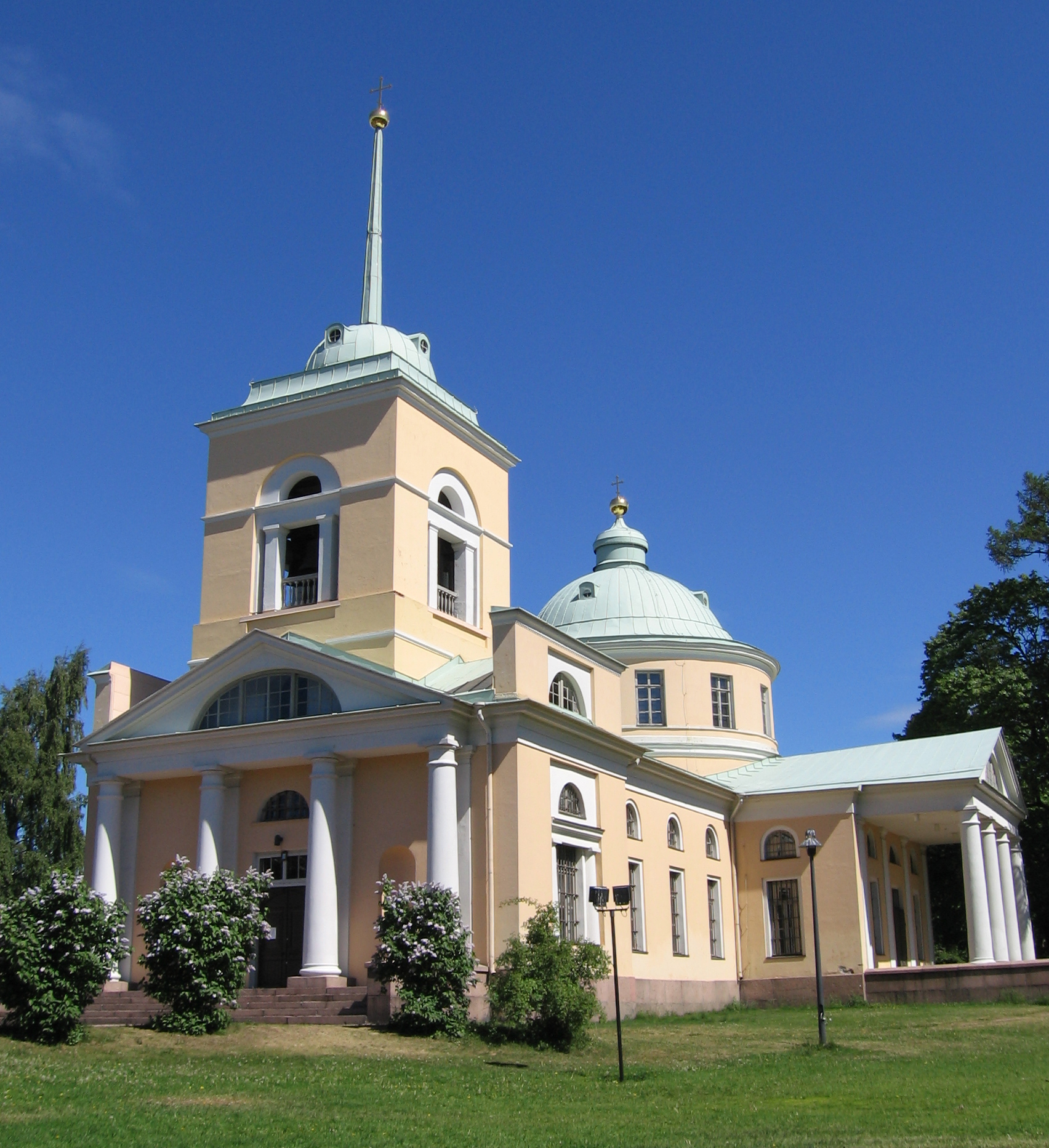
Православный Свято-Никольский храм

Церковь Святого Николая построили в период с 1799 по 1801 год. Самое древнее здание, сохранившееся в городе. Церковь расположена на территории ландшафтного парка Исопуйсто, или Большого парка.

### Сад специй и пряных растений «Редутти Котка»
Сад пряных растений «Редутти Котка» расположен в одном из редутов (укреплений) бывший крепости Руотсинсалми. Уютный сад, разбитый в 2002 году, погружает в атмосферу старины. Лекарственные растения обычно выращивались при монастырях или больницах. Больница крепости Руосинсалми как раз располагалась неподалёку от этого места. На территории сада растут сотни растений, около каждого из них есть пояснительная табличка.

### Липовый бульвар
Длина Липового бульвара, расположенного в самом центре города, составляет 800 метров. Он был заложен в конце XIX века. Позже здесь появились скульптуры. Липовый бульвар отмечен наградами — в 2001 году эту территорию признали лучшей природной зоной Финляндии.

### Парк Сибелиуса
Парк Сибелиуса соседствует с Липовым бульваром. Парк берет свое начало в 1930-х годах, но на рубеже веков он был значительно реконструирован. Строгие геометрические формы, старинные деревья, тщательно ухоженные газоны и клумбы, гравийные дорожки придают этой «городской гостиной» особую изысканность В центре парка расположен фонтан со скульптурной композицией «Орлы». В 2020 и 2021 годах парк отмечен международной наградой «Зеленый флаг» (Green Flag Award).

### Водный парк «Сапокка»

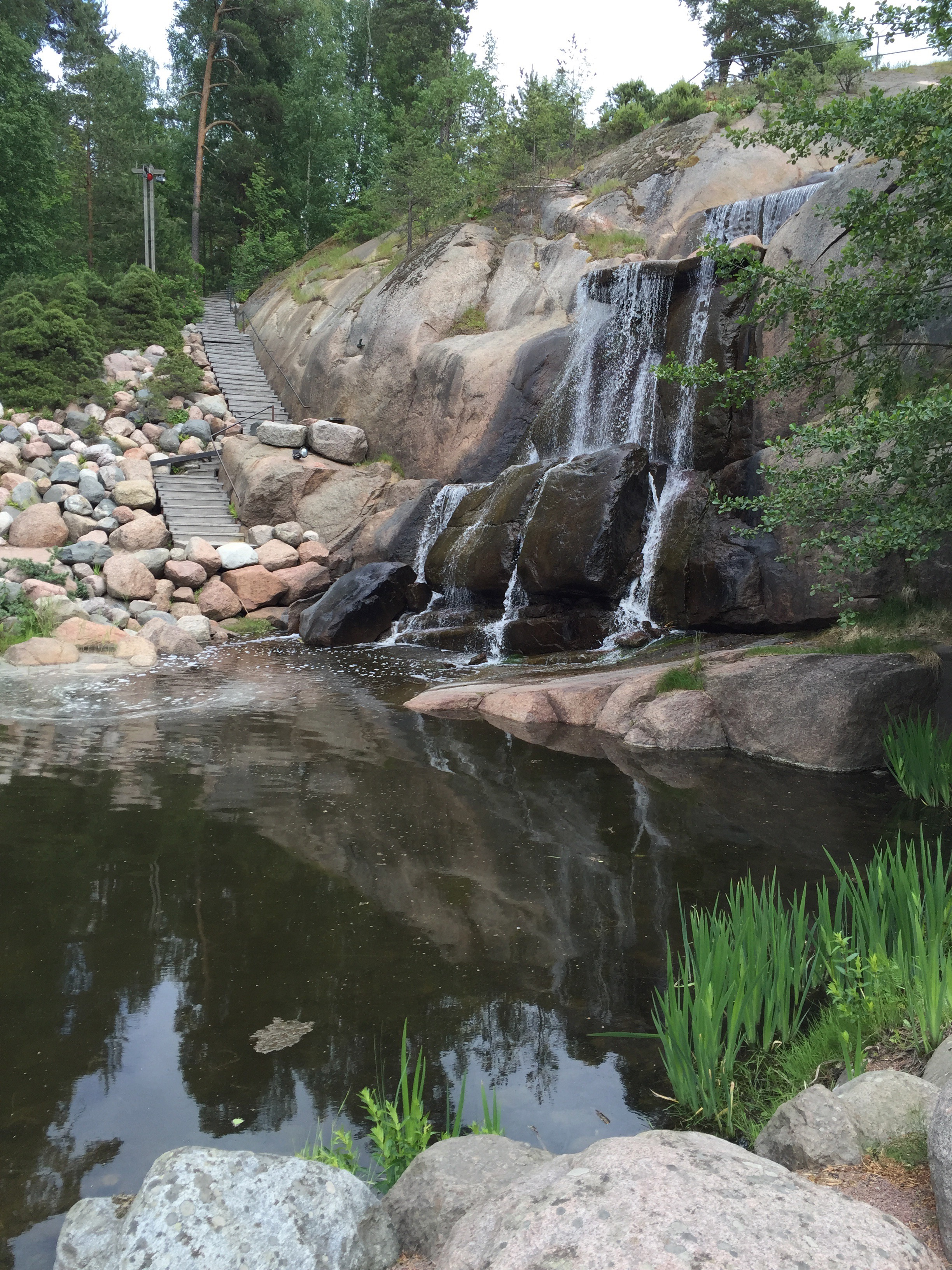
Парк Сапокка

Один из самых знаменитых городских парков, разбитых в начале 1990-х годов на территории залива Сапоканлахти, в то время сильно загрязненного. Идея создания парка и его дизайн принадлежат городскому садовнику Хейкки Лааксонену. Парк прекрасен в любое время года. Помимо богатой и разнообразной растительности, ключевыми элементами дизайна парка выступают вода, камень и освещение. Практически сразу после завершения строительства водный парк Сапокка стал получать награды. Он был награждён за лучшую иллюминацию (1993), как лучший объект экологического строительства (1994) и за лучшие конструкции из камня (1996). В 2019, 2020 и 2021 годах парк отмечен международной наградой «Зеленый флаг» (Green Flag Award).

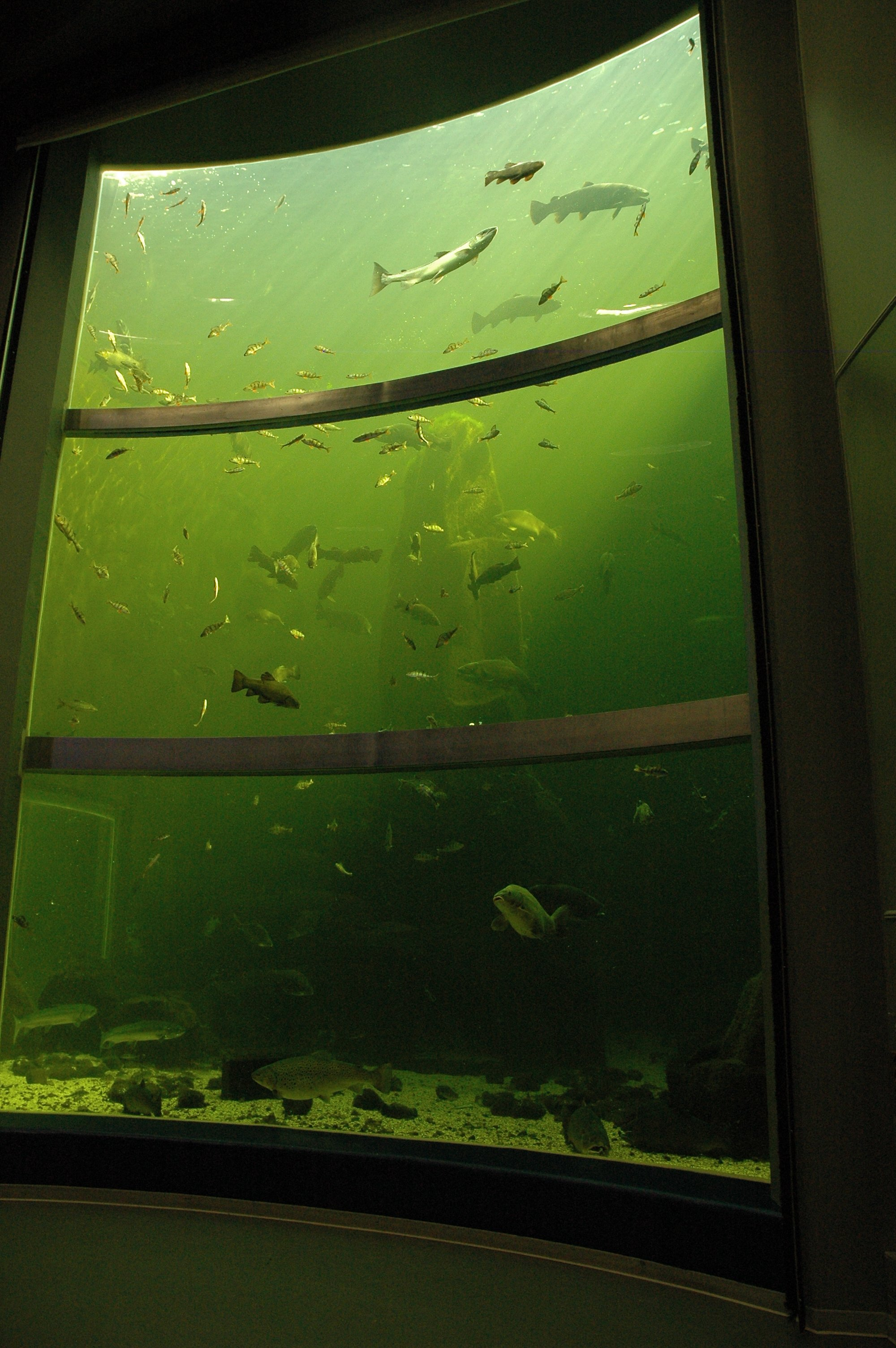
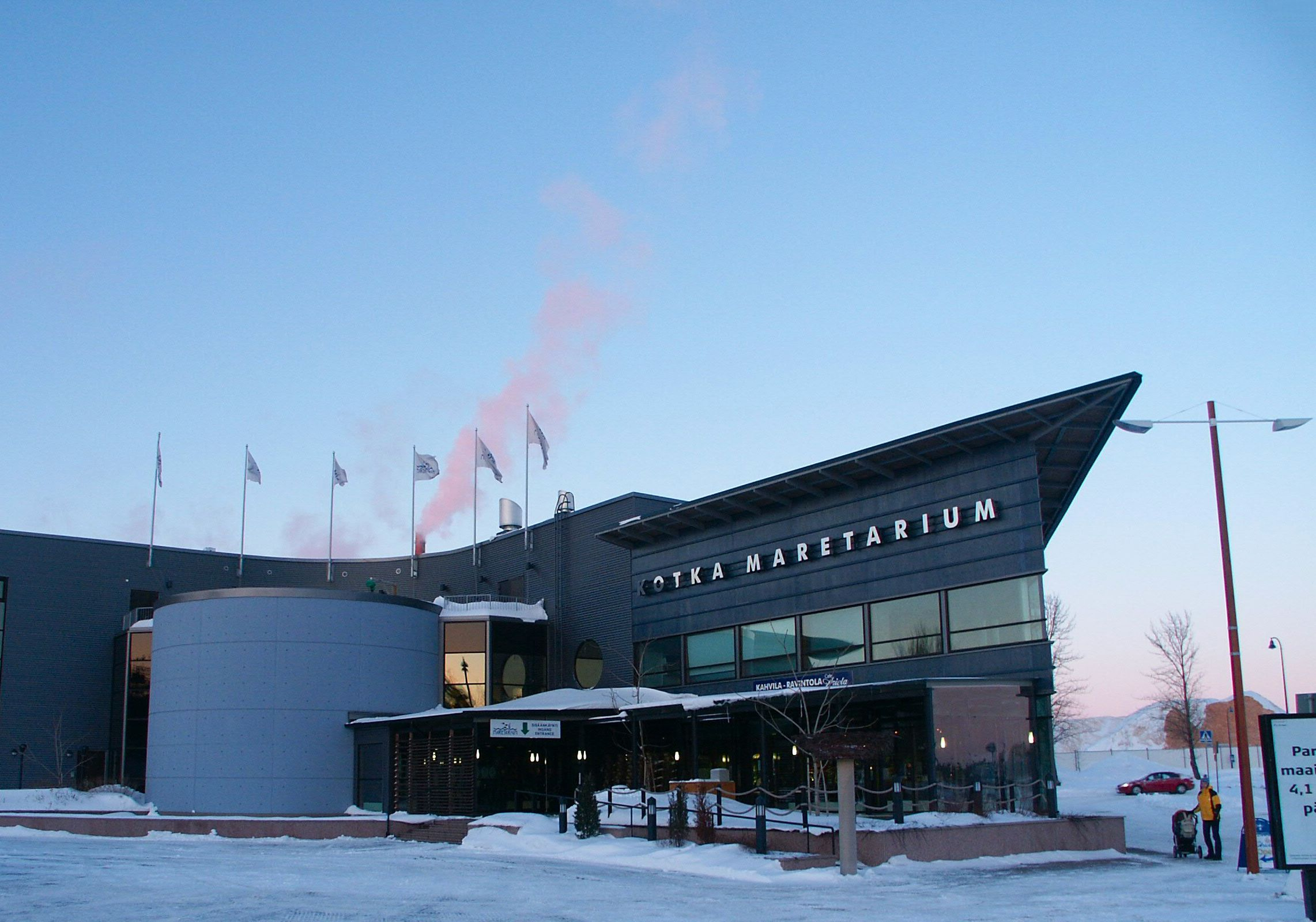
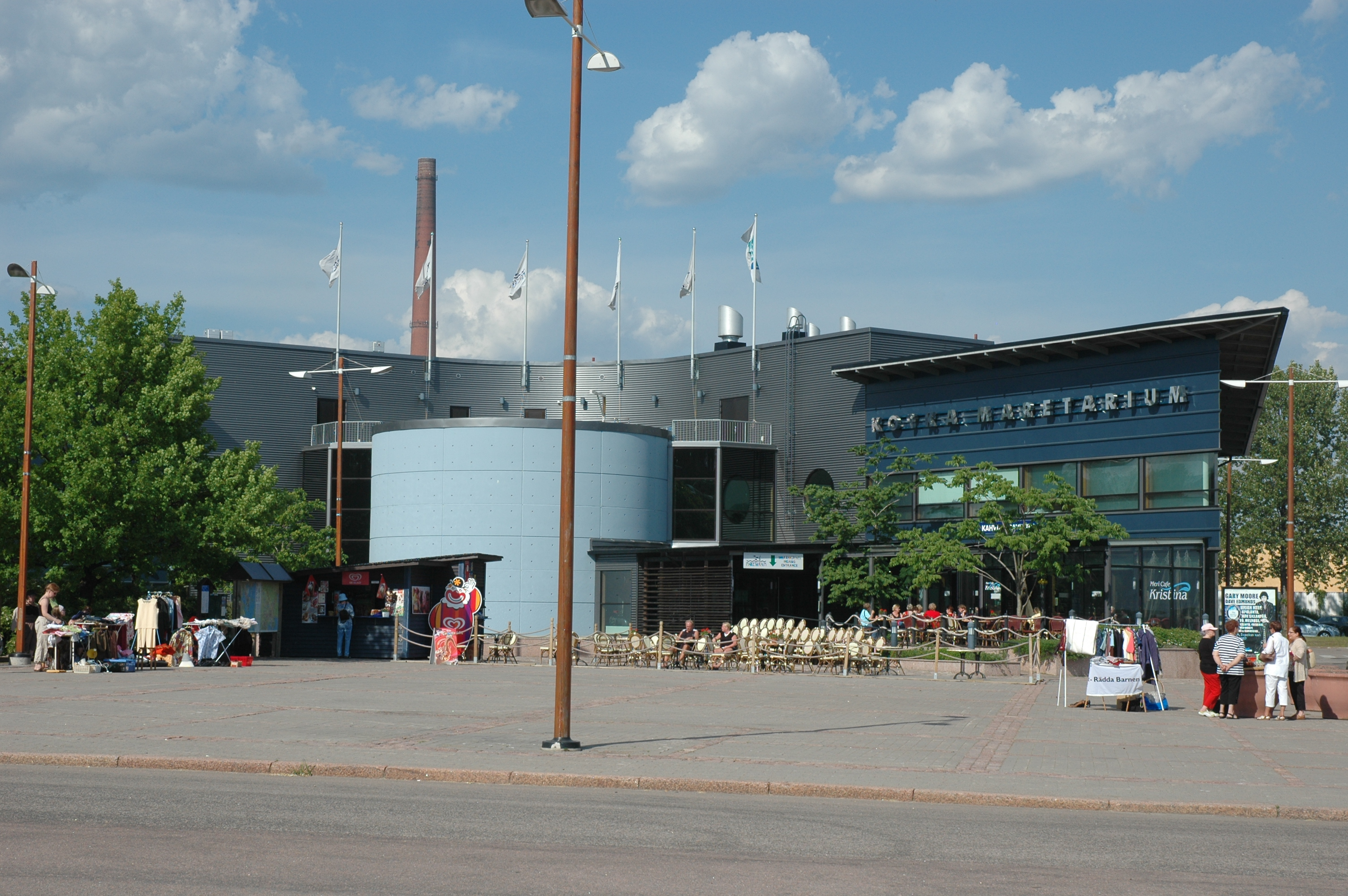
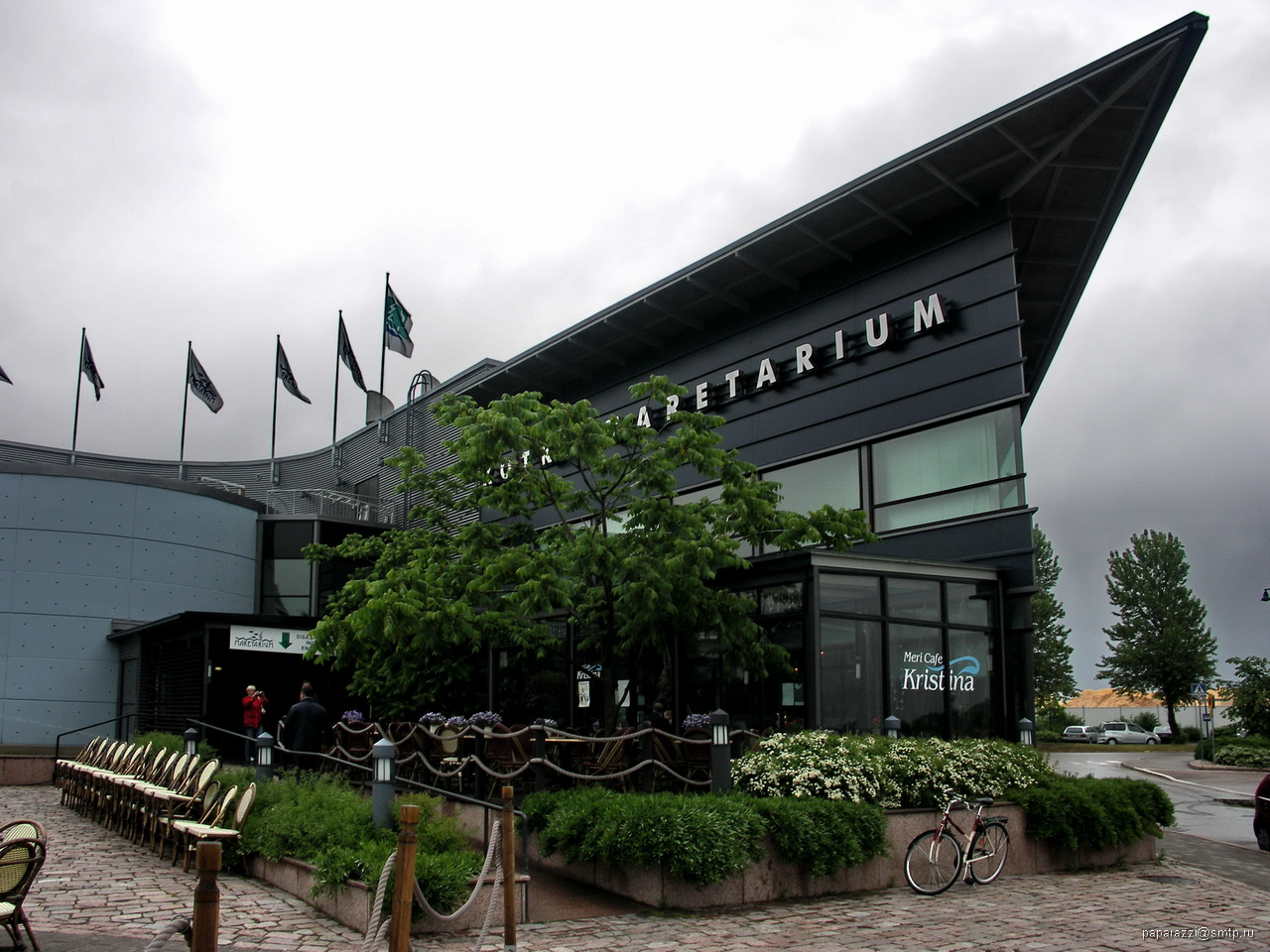

### Морской парк Екатерины (Катариина)

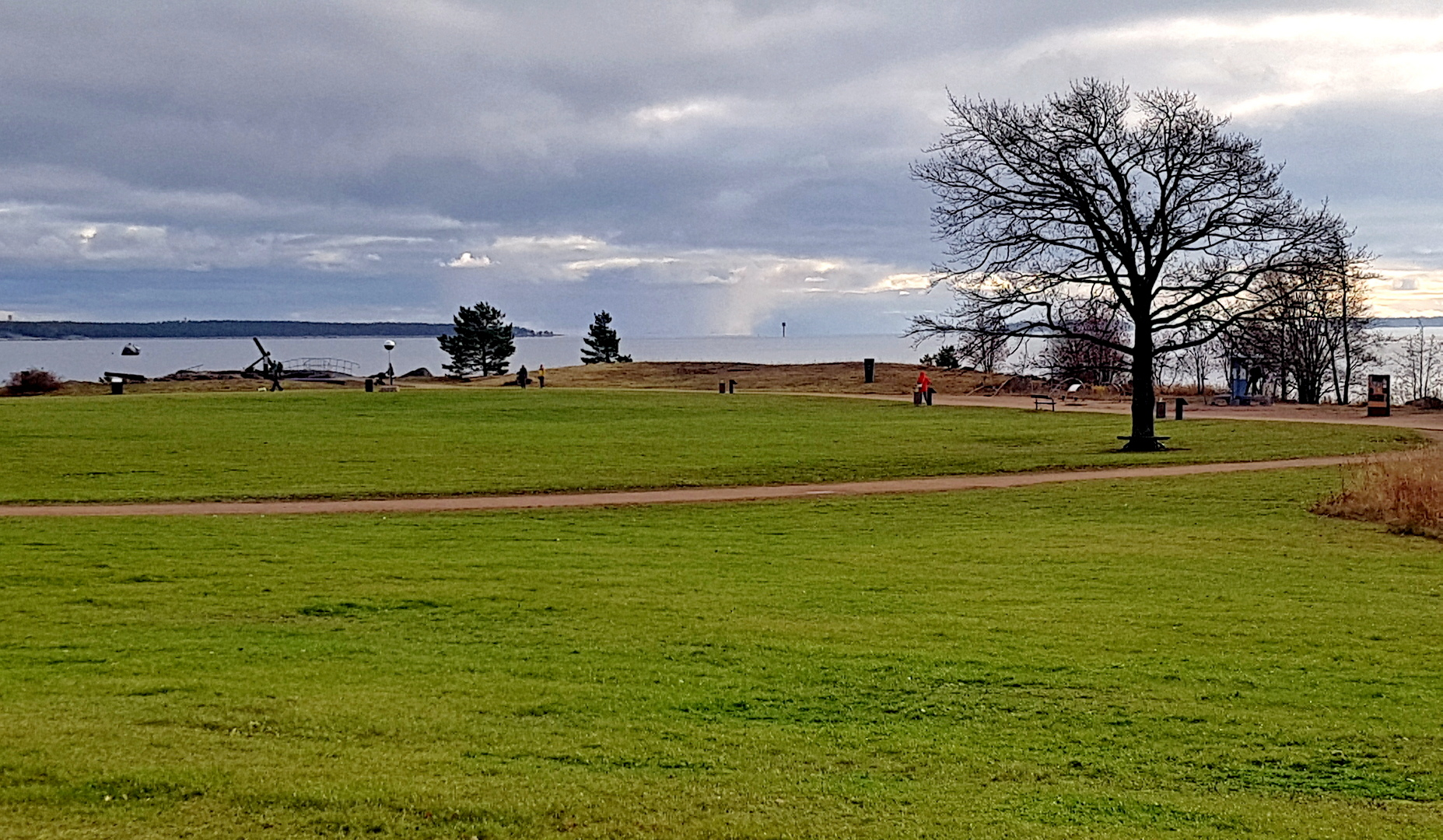
Морской парк Екатерины

Просторный парк находится на южной оконечности острова Коткансаари. Он разбит на месте бывшего нефтеналивного порта. Ландшафтные работы начались в 2004 году, после того, как отсюда были вывезены около 60 резервуаров для хранения нефти, а загрязненная почва снята вплоть до скальных пород и прокалена в гигантских печах.
Сегодня на территории более 20 гектаров расположены просторные зеленые лужайки, альпийские горки и клумбы, пруды, оборудованные места для гриля, детская площадка с 7-метровым муми-домом, скейт-парк и зона паркура. Кроме того, здесь можно бродить по лабиринту и любоваться макетами знаменитых финских маяков, а также изучать устройство Солнечной системы в планетарии под открытым небом.
В 2019, 2020 и 2021 годах парк отмечен международной наградой «Зеленый флаг» (Green Flag Award).

### Форт «Слава»

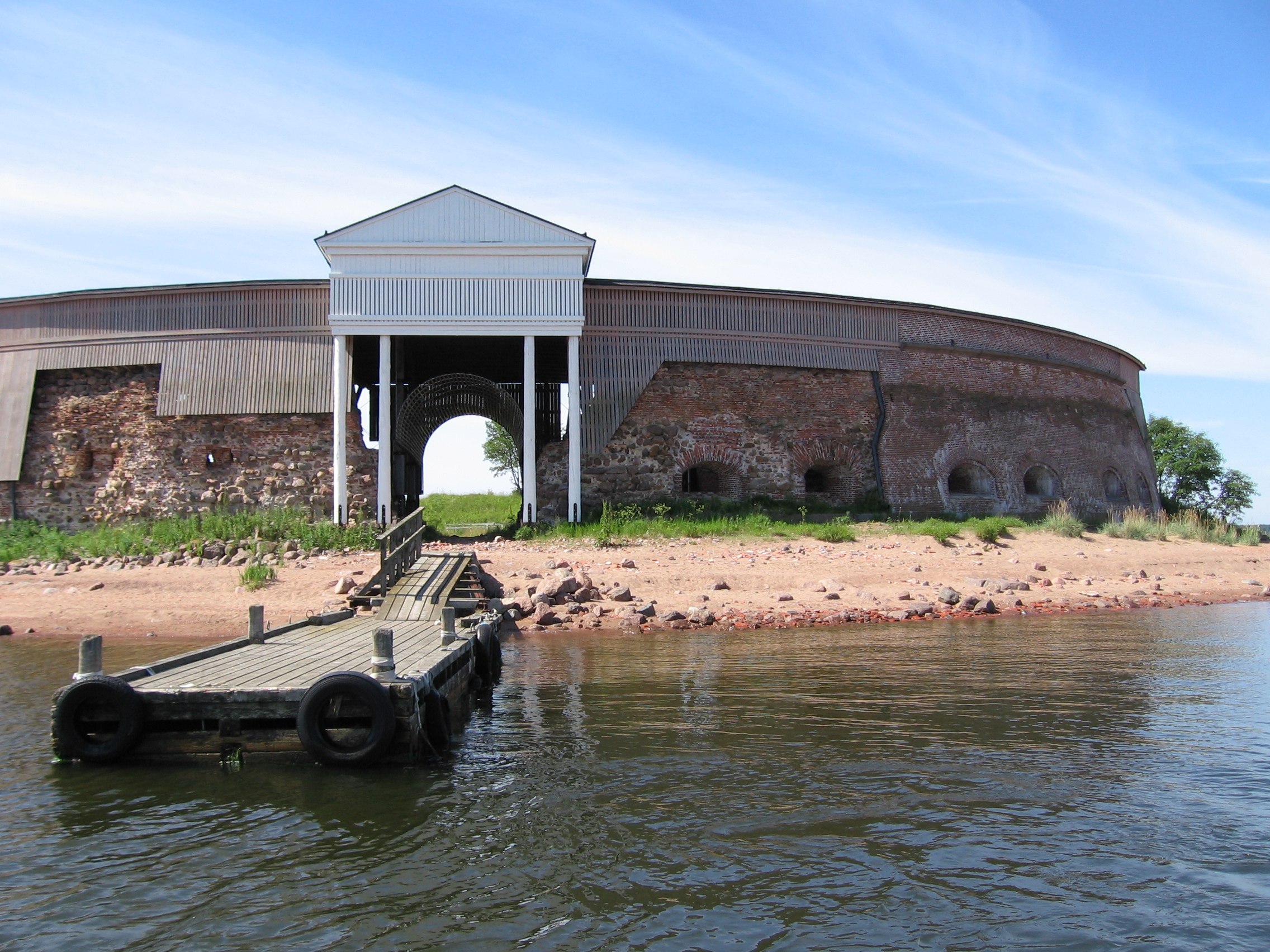
Форт «Слава» на Кукоури

Форт Слава из красного кирпича, входящий в систему оборонительных сооружений Роченсальмской крепости, был построен в 1794 году на острове Кукоури. Особенностью форта является его уникальная круглая форма.

## Экономика
Порт Хамина-Котка — самый крупный экспортнотранзитный узел Финляндии. В 2001 году здесь появился первый в стране полномасштабный контейнерный порт, пропускная способность которого составляет 1,5 млн TEU в год. Начиная с 2004 года порт Котка осуществляет переработку импортных легковых автомобилей, большая часть которых идет на российский рынок. Порт Котки состоит из частей: порт Муссало на острове Муссало, Хиетанен и Южный Хиетанен или Пуоланлайтури (Puolanlaituri — Польский причал), Кантасатама (Kantasatama), Халла и Сунила. В Муссало находится контейнерный порт, терминал жидких грузов, терминал сыпучих грузов и гавань (глубина 15,3 м). В контейнерном порту работают три крупнейших в Финляндии контейнерных оператора: компании «Steveco», «Finnsteve» и «Multi Link terminals». На терминале жидких грузов работают два оператора, занимающиеся обработкой различных химикатов, преимущественно следующих транзитом из России. В порту Муссало ведут деятельность десятки компаний, предлагающих логистические услуги, складские услуги и услуги терминалов. Муссало является крупнейшим в Финляндии пунктом портового затаривания в контейнеры пиломатериалов, целлюлозы и бумаги.

## Города-побратимы
- Брашов, Румыния (1993)[22]
- Гдыня, Польша (1961)[23][22][…]
- Глоструп, Дания (1947)[22]
- Грайфсвальд, Германия (1959)[24][22]
- Клайпеда, Литва (1994)[25][22]
- Ландскруна[вд], Швеция (1940)[26][22]
- Любек, Германия (1969)[22]
- Санкт-Петербург, Россия (1997)[27]
- Силламяэ, Эстония[28]
- Тайчжоу, Китай (2001)[22]
- Таллин, Эстония (1955)[22]
- Фредрикстад, Норвегия (1950)[29][22]